# اسنبل
اسنبل (به عربی: اسنبل) یک منطقهٔ مسکونی در سوریه است که در استان حلب واقع شده‌است. اسنبل ۱٬۰۰۳ نفر جمعیت دارد.